# Torre Centenario
La Torre Centenario est un gratte-ciel situé à Santiago, au Chili. Il a été construit en 2000 et mesure 112 mètres de hauteur. 
Il abrite des bureaux.
La surface de plancher de l'immeuble est de 48 500 m2.
L'immeuble a été conçu par l'agence Alemparte Barreda y Arqts. Asociados